# 8-Ciklopentil-1,3-dimetilksantin
8-Ciklopentil-1,3-dimetilksantin (8-Ciklopentilteofilin, 8-CPT, CPX) je lek koji deluje kao potentan i selektivan antagonist adenozinskih receptora, sa izvesnom selektivnošću za A1 receptor, kao i neselektivni inhibitor fosfodiesteraze. On ima stimulišuće dejstvo u životinjskim studijama sa malo većom potencijom od kofeina.